# Madigahalli, Tirumakudal Narsipur
Madigahalli là một làng thuộc tehsil Tirumakudal Narsipur, huyện Mysore, bang Karnataka, Ấn Độ.